# Fantasztikus utazás Óz birodalmába
A Fantasztikus utazás Óz birodalmába (eredeti cím: Урфин Джюс и его деревянные солдаты) 2017-ben bemutatott egész estés orosz 3D-s számítógépes animációs film, amely Alekszandr Melentyjevics Volkov 1963-ban megjelent azonos című könyve alapján készült. A rendezői Vlagyimir Toropcsin, Fjodor Dmitrijev és Darina Smidt, a producerei Szergej Szeljanov, Anton Zlatopolszkij és Alekszandr Bojarszkij, az írója Alekszandr Bojarszkij. A mozifilm a SZTV Mozitársaság és a Melnyica Animációs Stúdió gyártásában készült, a Nase Kino forgalmazásában jelent meg. Műfaját tekintve kalandfilm, fantasy film és filmvígjáték.
Oroszországban 2017. április 20-án, Magyarországon 2017. szeptember 14-én mutatták be a mozikban.

## Szereplők
| Szereplő           | Eredeti hang            |
| ------------------ | ----------------------- |
| Urfin Jus          | Konsztantyin Habenszkij |
| Topotun medve      | Dmitrij Gyuzsev         |
| Lan Pirot tábornok | Szergej Snurov          |